# Klasa 6
Klasa 6 (R-6, lub 6mR) – metryczna klasa jachtów, które według International Rule otrzymały rating regatowy 6. W czasach swojej świetności szóstki były najważniejszą międzynarodową klasą regatową jachtów, na całym świecie wciąż odbywają się ich regaty. „Sześć metrów” w nazwie klasy nie odnosi się, co jest nieco mylące, do długości kadłuba, ale do wyniku formuły pomiarowej. Jachty 6mR mają najczęściej 10–12 metrów długości. R-6 była klasą olimpijską pomiędzy 1908 a 1952 rokiem, została zastąpiona klasą 5.5 metra.

## Historia
Klasa 6 metrów powstała w 1907 roku po w wprowadzeniu International Rule. Zainteresowanie nowymi jachtami R-6 było duże i do 1920 roku powstało w Europie 280 szóstek, z czego 70 w Wielkiej Brytanii. Po roku 1950 zainteresowanie klasą 6mR zmalało, żeby wrócić po 1985 r. Na całym świecie powstało około 1225 jachtów klasy 6 metrów, z czego 102 po 1965 roku. Do dzisiaj zachowało się około 400 historycznych jachtów 6mR, ponad 300 szóstek ściga się współcześnie.
Szóstki były jedną z pierwszych łodzi, które brały udział w igrzyskach olimpijskich, od Igrzysk Olimpijskich w Londynie w 1908 r. do 1952 r. w Helsinkach. W latach trzydziestych XX wieku 6mR wykorzystywano także w British-American Cup, o wiele bardziej prestiżowym niż Puchar Ameryki w tamtych czasach, oraz Pucharze Seawanhaka.

## Klasa 6 w Polsce
W dwudziestoleciu międzywojennym Polska flota regatowa klasy 6 składała się z kilku jachtów. Były to między innymi:
1. Danuta, PZ-1, konstrukcja Bjarne Aasa, zbudowana w 1936 r. w stoczni Kroppa w Gdańsku[6]
2. Bystry, PZ-3, konstrukcja H. Rasmussena, zbudowana w 1936 r. w stoczni Abeking & Rasmussen(inne języki) w Niemczech[7]
3. Lotny, PZ-2, konstrukcja H. Rasmussena, zbudowana w 1936 r. w stoczni Abeking & Rasmussen w Niemczech[8]

Na Danucie podczas olimpiady w 1936 r., pod wodzą Janusza Zalewskiego, wystartował m.in. późniejszy konstruktor Omegi – Juliusz Sieradzki. Start polskiego jachtu nie był jednak zbyt udany.
Obecnie pod polską banderą pływają dwa jachty tej klasy:
1. Dana, konstrukcja Francisa Morgana Gilesa, zbudowana w 1927 r. w stoczni Morgan Giles Ltd w Wielkiej Brytanii. Jacht należy do Fundacji Klasyczne Jachty[10]
2. Norna VI, konstrukcja Johana Ankera, zbudowana w 1937 r. w stoczni Anker & Jensen w Norwegii. Jacht należy do Ocean Challenge Yacht Club[11]